# Tanfoglio Limited
Tanfoglio Limited je polavtomatska pištola italijanskega koncerna FRATELLI TANFOGLIO S.N.C.

## Zgodovina
Pištola je nastala leta 2002 v italijanskem podjetju FRATELLI TANFOGLIO S.N.C. Pištola je izdelana posebej za športne strelce IPSC in IDPA. Pištola ima jekleno ogrodje, in je izpeljanka češke CZ-75. Izdelana je v kalibrih 9 mm Luger, .40 S&W, 9 x 21, .38SA, .45 ACP ter 10 mm Auto.

## Opis
Pištola je v bistvu klon češke pištole CZ 75, le da je malce dodelana in prirejena. Pištola ima jekleno ogrodje, pravokoten branik sprožilca in močno narezan ročaj, ki omogoča boljši oprijem. Ima poligonalno cev (podobno kot Glock in H&K), kar podaljšuje življenjsko dobo cevi. Orožje ima fizično varovalko, ki se nahaja nad pištolskim ročajem in podaljšan »lastovičji rep« za boljšo lego v roki, hkrati pa ta rep ščiti roko pred udarnim kladivcem. Za natančnost poskrbijo velik prednji in nastavljivi zadnji merek.Tanfoglio izdeluje tudi pištole, ki imajo ročaj iz polimerov (Serija F- Force), predvidene so za uporabo predvsem v policiji in varnostnih službah. Na okrovu z zaklepom imajo vzvod za varno spuščanje kladivca v prvi položaj (decocker), ali že prej predstavljen sistem varovala.